# 科爾泰利瑟
51°51′9″N 24°25′49″E / 51.85250°N 24.43028°E
科爾泰利瑟（羅馬化：Kortelisy）是烏克蘭的村落，位於該國西部沃倫州，由科韋利區負責管轄，始建於1786年，面積4.15平方公里，海拔高度150米，2001年人口1,213，人口密度每平方公里292.64人。